# Juan López Moctezuma
Juan López Moctezuma (Ciutat de Mèxic, 1929 - 2 d'agost de 1995) va ser un director de cinema, productor, actor i locutor de ràdio mexicà que va exercir un paper important en el naixement de la televisió mexicana. Va ser director de Televisa Europa durant vuit anys.

## Carrera
Durant la seva carrera com a director de cinema va realitzar solament cinc pel·lícules, totes elles emmarcades en el gènere del terror gòtic i el thriller: La mansión de la locura (1972), Mary, Mary, Bloody Mary (1974), El alimento del miedo (1994), Matar a un extraño (1983) i la seva obra més reconeguda i la que va generar majors controvèrsies, Alucarda, la hija de las tinieblas (1978), que narra la història d'una possessió satànica en un convent catòlic.
Com a productor els seus treballs més reconeguts són les primeres pel·lícules d'Alejandro Jodorowsky; Fando y Lis i El topo. També va ser conductor del programa Tela de juicio, a Espanya on va realitzar entrevistes amb directors aclamats com Roman Polański i Sergio Leone.
A causa de la seva excentricitat en els seus mètodes de treball va ser acomiadat de Televisa, aquest fet i un divorci el van portar a aïllar-se en un petit departament de terrat en Los Angeles, Califòrnia. Anys després va ser internat pels seus familiars en un hospital psiquiàtric a la Ciutat de Mèxic a causa de la malaltia d'Alzheimer que patia.
En 1994 va dirigir la seva última pel·lícula, El alimento del miedo, però no va arribar a veure-la perquè va ser estrenada després de la seva mort en 1995.
El 1993 dos joves admiradors van ingressar a l'hospital psiquiàtric on es trobava el cineasta, per raptar-lo i portar-lo a les locacions on havia rodat les seves cintes i retornar-lo dies després a l'hospital: aquest fet va ser narrat el 2011 en el documental Alucardos, dirigit per Ulises Guzmán Reyes. Moctezuma llegaria als joves els drets de la seva obra.

## Influència
Roman Polanski va assegurar que López Moctezuma el va inspirar per a fer la seva cinta Le Locataire. El reconegut director mexicà Guillermo del Toro ha expressat la seva estima pels treballs cinematogràfics de López Moctezuma, citant-lo com un dels seus referents i a la pel·lícula Alucarda, la hija de las tinieblas com una de les seves produccions cinematogràfiques favorites.

## Filmografia
- La mansión de la locura (1972)
- Mary, Mary, Bloody Mary (1974)
- Alucarda, la hija de las tinieblas (1978)
- Matar a un extraño (1983)
- El alimento del miedo (1994)